# Renata Costa
Renata Aparecida da Costa, nota anche con lo pseudonimo di Kóki (Assaí, 8 luglio 1986), è un'allenatrice di calcio ed ex calciatrice brasiliana, di ruolo centrocampista.

## Carriera
Gioca centrocampista per il Botucatu FC in Brasile dal 2005, ed è stata membro della nazionale brasiliana che ha vinto la medaglia d'argento alle Olimpiadi estive di Atene 2004.
Nel settembre 2019, dopo aver indossato per tre stagioni la maglia dell'Iranduba, si arrende alle difficoltà nel continuare a giocare a causa dei dolori, conseguenze dei suoi numerosi infortuni a ginocchio, caviglia e anca, annunciando il suo ritiro dal calcio giocato all'età di 33 anni ma rimanendo comunque legata al club come assistente allenatore.

## Palmarès

### Nazionale
- Giochi panamericani: 1

Brasile 2007